# Lipovník (okres Topoľčany)
Lipovník (maďarsky Lipovnok) je obec na Slovensku v okrese Topoľčany v Nitranském kraji. Žije zde 309 obyvatel.

## Poloha
Obec leží v severozápadní části Nitranské pahorkatiny, u jihovýchodního úpatí Považského Inovce. Území se nachází v údolí potoka Hlavinka, který pramení pod vrchem Marhát (758 m n. m.). Jižní část území je tvořena terciérními sedimenty, které jsou kryté spraší, severní část je tvořena krystalickými horninami a břidlicemi. Nadmořská výška se pohybuje v rozmezí 216 až 578 m n. m., střed obce je ve výšce 265 m. Jižní část je odlesněná, severní lesní porosty jsou tvořeny duby a habry, místy jsou smrkové porosty.

### Využití půdy
Celková rozloha území obce je 6,44296 km², z toho v roce 2020 připadalo 60 % na zemědělskou půdu. Celkové využití půdy (2020): 53 % orná půda, 2 % zahrady, 4 % travnaté plochy. Lesy pokrývaly asi třetinu území. V roce 2023 připadalo na zemědělskou půdu 383,82 ha, z toho 344,39 ha byla orná půda,13,63 ha zahrady a 25,49 ha travnatý porost. Lesy zaujímaly 215,74 ha, zastavěná plocha a nádvoří 29,72 ha a vodní plocha pokrývala 2,11 ha.

### Sousední obce
Obec sousedí:
|          | Hubina                  | Bojná    |
| Vozokany |                         | Blesovce |
|          | Hajná Nová Ves, Krtovce | Blesovce |

## Historie
První písemná zmínka o Lipovníku pochází z roku 1283, kde je uváděna jako Lypolnuk a jeho prvním majitelem byl rod Kőrösyů. V 16. a 17. století patřily zdejší statky rodinám Solymosiů, Tapolcsányiů a Thordayů, v 18. a 19. století vlastnily obec rodiny Stummer a Steiger. V roce 1715 zde byly vinice a 23 domácností, v roce 1787 žilo v 55 domech a 391 obyvatel a v roce 1828 žilo 282 obyvatel v 41 domech, kteří se živili zemědělstvím a pěstovali především obilí a cukrovou řepu.

## Farnost
V obci je římskokatolický klasicistní filiální kostel sv. Emericha z roku 1771. Římskokatolická farnost Lipovník je podřízena farnosti v Bojné.

## Znak
Blason: v červeném štítu po zlatém oblém pažitu běžící kůň se zlatou hřívou, ohonem a kopyty, za ním strom lípy se zlatým kmenem a stříbrnými listy. Obec používá znak od roku 1995.